# Diritto di ritenzione
Il diritto di ritenzione è il diritto in capo al creditore di trattenere a sé una cosa che avrebbe invece dovuto restituire al proprietario, col fine di spingere il debitore ad eseguire la propria prestazione, e a pagare, dunque, il proprio debito al creditore stesso. Si tratta di un diritto che incide sulla volontà del debitore, un mezzo di pressione (anche psicologica) affinché egli venga indotto a soddisfare il debito.
Ad esempio, nel caso in cui il proprietario di un bene non voglia rimborsare l'usufruttuario per le spese da lui sostenute per il bene in usufrutto, quest'ultimo può trattenere la cosa presso di sé per indurre il proprietario a pagare. 
Il diritto di ritenzione è ammesso solo nei casi espressamente previsti dalla legge. 
È indispensabile che sussista un collegamento funzionale tra il bene oggetto della ritenzione e la prestazione eseguita e che - ove non pagata - origina il credito che costituisce il presupposto del diritto azionato: in altre parole, il bene ritenuto deve essere quello su cui è stata eseguita la prestazione (di riparazione, miglioramento, o quant'altro) rimasta insoddisfatta. Inoltre, chi intende avvalersi del diritto di ritenzione non può disporre illimitatamente e arbitrariamente della cosa, come se ne fosse il proprietario, bensì deve limitarsi a detenerla e custodirla, come quando l'aveva ricevuta dal committente, per effettuarvi la prestazione da lui richiesta (esempio: meccanico o carrozziere per le riparazioni di veicoli).
Un particolare diritto di ritenzione è disciplinato dal secondo comma dell'art. 2794 del codice civile, in capo al creditore pignoratizio che vanta un secondo credito (non garantito) verso il medesimo soggetto che ha concesso il pegno. In questo caso di parla di pegno gordiano.